# Edward O'Neill (2e baron O'Neill)
Edward O'Neill, 2e baron O'Neill (31 décembre 1839 - 19 novembre 1928), connu sous le nom d'Edward Chichester jusqu'en 1855, est un pair irlandais et un homme politique conservateur.

## Biographie
Il est le fils aîné de William O'Neill (1er baron O'Neill), et de sa première épouse Henrietta Torrens, fille de Robert Torrens, juge de la Court of Common Pleas (Irlande). Il est élu à la Chambre des communes pour le comté d'Antrim en 1863, siège qu'il occupe jusqu'en 1880. En 1883, il succède à son père dans la baronnie et entre à la Chambre des lords.
Lord O'Neill épouse Louisa Katherine Emma, fille de Thomas Cochrane (11e comte de Dundonald), en 1873. Leur troisième fils, Hugh est un homme politique de premier plan et est créé Baron Rathcavan en 1953. Lord O'Neill est décédé en novembre 1928, âgé de 88 ans, et est remplacé dans la baronnie par son petit-fils Shane, le fils de son deuxième fils, le capitaine Arthur O'Neill, qui a été tué pendant la Première Guerre mondiale. Le fils cadet d'Arthur et un autre des petits-fils de Lord O'Neill est Terence O'Neill, Premier ministre d'Irlande du Nord. Lady O'Neill est décédée en 1942.